# Coelotes taurus
Coelotes taurus là một loài nhện trong họ Amaurobiidae.
Loài này thuộc chi Coelotes. Coelotes taurus được miêu tả năm 2009 bởi Nishikawa.